# 內湖山老鼠事件
內湖山老鼠事件，2015年3月台北市內湖區區長林世崇於保護區開發道路，引發行政違規及圖利特定人士之嫌。檢方表示，目前暫時未發現兩事件關聯性，但詳細情況仍待進一步釐清後才能確定。

## 背景
2002年，部分立法委員鑑於天災後殘留於沿海及河岸漂流竹木，提出《森林法》第15條條文修正草案，由政府公告人民自由撿拾清理，但僅限於非貴重的木材。2003年5月立法院經濟及能源委員會審查條文時，將「非貴重木」字樣刪除，訂定「處理天然災害漂流木應注意事項」，限以人力撿拾枝梢材、殘材及不具標售價值的木材，凡屬針葉樹一級木或闊葉樹一級木（例如紅檜、扁柏、肖楠、櫸木、牛樟等）足以認定為國有漏未註記之大徑木者，不得撿拾，誤撿拾者應自動歸還」，並明定於公告內容之中。
2010年5月，立院審查農委會年度預算等案會議時做成主決議：「政府未能一個月內清理註記完畢者，當地居民便有自由撿拾未註記漂流木之『權利』，且法律未明文授權主管機關訂定行政命令來限制當地居民自由撿拾權，決議請農委會檢討修正『處理天然災害漂流木應注意事項』。」農委會2011年檢討後，認為限制民眾自由撿拾清理的樹種、材積與《森林法》第15條第5項所定「自由撿拾」意旨有違，即於同年6月27日修正注意事項，漂流木上若無國有、公有及私有的註記，不管漂流木種類、材積，人民可在公告後自由撿拾。
部分媒體宣稱上述立法讓山老鼠得以合法掩飾非法，在颱風季前前往山區將選定的樹木進行斷根，使用重型機具與藉由颱風季，將已斷根的樹木漂流下山，藉由檢舉漂流木的機會進行合法拾取。但學者和林務局均指出，這些珍貴樹木從台東的溪流上游流出來，海拔落差近2000公尺，木材經過撞擊後，不只外皮受損，內部木材的纖維也被破壞斷裂，香味會改變，嚴重影響價格，所以山老鼠根本不可能以此種方式來進行盜伐行為。

## 事件經過

### 內湖區公所行政違規
| 時間           | 過程 |
| 2013年9月      | 台北市議員李彥秀接受大湖里里長郭坤祥陳情內湖區成功路五段120巷至大湖街段保甲路修復案。 |
| 2013年9月10日  | 台北市議員李彥秀服務處主任邀集相關單位進行會勘，就保甲路現況應如何改善，建請公務部門辦理執行。 |
| 2014年7月2日   | 台北市議員李彥秀服務處主任邀集相關單位進行會勘，就保甲路現況應如何改善，建請公務部門辦理執行。 |
| 2014年9月30日  | 台北市大地工程處巡查山坡地時，發現大湖山莊街219巷土地公廟旁有機器在整修道路，道路長約四百公尺。 - 台北市大地工程處調查後發現，修路單位為內湖區公所，該單位表示有民代和在地里長到場會勘，要求區公所協助修繕土地公廟旁的保甲路，只是應要求配合修路。但區所未按規定事先提送水保審查，因此以「未經申請違規開挖整地形成道路雛形」，依水土保持法開罰十萬元。 - 檢方表示，調查重點在為何未依水土保持法申請、地主同意，區公所就逕自開山闢路；原本的農林用地因無鄰接道路，土地價值較低，一旦有路通行，土地價格翻漲。區公所拿百萬元公款擅替少數地主開道，恐涉貪汙治罪條例圖利罪。 |
| 2014年12月10日 | 台北市大地工程處發現內湖區公所有違規之情事，台北市議員李彥秀召開協調會，要求大地工程處協助指導改善，確保整體環境之安全。 |
| 2015年03月16日 | 內湖區公所科長指出，民眾向大湖里里長郭坤祥陳情，拜託台北市議員李彥秀，才申請預算開闢新路。但李彥秀發出聲明強烈否認，並列出三個時間點，一個是在102年9月她接受里長陳情，同年9月和隔年7月都會勘過一次，但在12月違法情事爆發後，李彥秀曾派服務處主任進行過一次會勘，她只是盡民代之責，協助陳情案。李彥秀自清，更亮出會議紀錄澄清自己僅盡民代之責，負責協調，沒到現場會勘，證明自己絕非門神。。 |
| 2015年03月17日 | 內湖區公所疑似挪用百萬元公款，在內湖私闢山區道路，護航山老鼠運送珍貴檜木，從中收回扣。內湖區公所區長林世崇、副區長郭雅村以及主秘等8人被約談到案。區長林世崇遭聲押，經建課長林金玫10萬元交保，主秘王添棟十萬元交保。但接獲檢舉的台北市議員高嘉瑜再度質疑，背後可能牽涉更大的開發利益。 |
| 2015年03月21日 | 士林地檢署偵辦台北市內湖區公所涉嫌圖利山坡地地主案，日前聲押內湖區長林世崇和承辦人郭文德，一審法院將林無保請回、裁定郭羈押禁見。檢方不服林未遭羈押，抗告至台灣高等法院，高院今天撤銷原裁定、發回一審法院重新更裁。 |

### 漂流木烏龍
漂流木案疑點及調查現況

- 疑點：該批木材含高價檜木、扁柏，是否屬可撿拾的漂流木；檢方調查現況：該批木材經鑑定屬漂流木，蘇姓兄弟所提撿木公文為真；按當年規定，沒官方註記的漂流木不分樹種均可撿
- 疑點：蘇姓兄弟撿拾地點在台東，但台東應無扁柏；檢方調查現況：台東林區管理處於2010年及2013年標售過扁柏漂流木，另內湖該地區無檜木、扁柏生長
- 疑點：該批木材從北市內湖運到苗栗三義，有無遭掉包；檢方調查現況：經調閱運木貨車沿途監視器、比對eTag資料、比對兩地木頭拍照特徵，無掉包
- 疑點：開路是為了山老鼠運送木材；檢方調查現況：開路弊案仍偵辦中，已收押內湖區長等官員，但警方人員尚無涉案[13][14]

| 時間          | 過程 |
| 2012年        | - 天秤颱風過後，台東人蘇中山在台東縣海端鄉卑南溪新武呂溪河川段撿拾漂流木，該地區並非台東縣政府公告可撿拾範圍，侵占之漂流木數量高達20支，總材積共10.66立方公尺。 |
| 2013年        | - 蘇中山遭到台東地方法院認定，未經主管機關許可，即恣意以機具撿拾國有漂流木紅檜之犯行，侵害主管機關對森林產物之保育政策及管理措施，該漂流木俱經台東林管處關山工作站人員領回，依侵占漂流物罪，處罰金15000元，如易服勞役，以1000元折算1日。 |
| 2015年3月12日 | 以下為高嘉瑜所稱的時間表。 - 上午11點，台北市議員高嘉瑜接獲民眾檢舉有可疑貨車上山，她懷疑道路又重修，到了現場意外看到兩卡車的紅檜。在場的興善宮主委王朝卿說木材沒有合法來源證明。 - 中午12點，內湖分局警員到場，通知林務局協助調查。 - 下午13點50分，林務局羅東林管處2名官員到場，明確指有檜木。 - 下午14點，高嘉瑜離開。離開後15分鐘，王朝卿拿出台東縣政府2012年開放撿拾漂流木的公文。 - 下午17點，警方因林務局檢查木材後表示是漂流木，公文也沒問題，便讓業者離開。 - 晚上18點，高嘉瑜詢問警方處理進度，質疑警方縱放人犯，並宣稱發現內湖區保護區有山老鼠企圖砍運樹木，要求台北市警察局長邱豐光重視處理。 - 晚上20點半，內湖分局偵查隊小隊長林沐陞請示檢察官，檢方回覆以「有公文可佐證於開放時段內撿拾，所以本案看不出有違法之處。」但要求查扣木材。 |
| 2015年3月13日 | 以下為高嘉瑜所稱的時間表。 - 上午7點，內湖分局警方對高嘉瑜表示上午7時到在三義鄉雙湖村的李宏木材行查扣20塊木頭，但三義警方說下午才去查扣。 - 上午10點半，高嘉瑜重回現場開記者會，發現木材清空。 |
| 2015年3月17日 | - 高嘉瑜再度表示內湖保護區林地不應任意開發，內湖區公所卻將整修成功路的經費挪來修建林道，涉及土地開發利益。而上周四民眾檢舉有可疑貨車上山，她懷疑道路又重修，到了現場意外看到兩卡車的紅檜。她質疑，扁柏、紅檜等巨木根本不能撿，這批紅檜樹身完整，檢警竟然放行。檢方說，關於高嘉瑜指稱山老鼠在內湖透過該條另闢道路運送檜木，檢方已併案偵辦。 |
| 2015年3月20日 | - 在治安會報上柯文哲獲知此事後，質疑內湖警分局長張夢麟將檜木當成是漂流木放行，震怒要求拔除其職位，隨後又緊急喊停。 - 王朝卿表示這些木頭這是2年多前蘇中福捐贈給該廟後，一直把木頭放在內湖大湖山莊街私人土地，因廟宇發生火災，決定整建，才會把木頭送到三義，用來製作桌椅等物品。辦案人員質疑在2014年10月內湖區公所違法開路以前，存放木頭的地點只有寬僅1公尺的保甲路可供出入，蘇中福在2012年怎麼可能把總重20噸、18棵巨木運來？將在同月24日約談。 |
| 2015年3月21日 | - 高嘉瑜發現山老鼠事件是烏龍後，隨即於臉書上發表聲明，改口強調是不是漂流木不是重點，她質疑的是內湖分局偵辦此案的態度草率，未經查證就縱放這批木材。 - 蘇中山表示該些巨木是2009年八八風災後撿拾；對此蘇中福則解釋，他與哥哥合組企業社，負責人雖是哥哥的名字，但實際上撿拾漂流木都由自己全權負責；並表示說漂流木是2012年在天秤颱風合法在卑南溪台東大橋至出海口間撿拾，是因興善宮有建廟有大木頭裝飾才美觀，便送了十多支木頭過去，稱絕對合法，認為兄長之所以有兩次被法院依竊占漂流木判罰，主因是法令一變再變，政府畫設的撿拾區一再更改，造成兩次越界撿拾 - 王朝卿稱這批木頭是要做宮廟櫃子，因外面採購櫃子昂貴，才會把這批木材送到三義裁木廠製作桌櫃，讓信眾可以放佛經讀書，並說高嘉瑜把兩條路搞混，放置木材的產業道路，與區公所違法開闢的是兩條不同的路。 - 李宏木材行業者認為這批漂流木是不值錢的台灣亞杉，說這批木材是友人委託裁切，根本就不是高嘉瑜所說的國寶級檜木，他的友人打算要控告高議員。 - 林務局新竹林管處何姓技正在李宏木材行勘驗，確定樹種多數為台灣亞杉和香杉，價值僅檜木3分之1，樹皮有明顯在河川翻滾的撞擊、沖刷痕跡，確定是漂流木，但未發現檜木蹤影。 - 農委會台東林區管理處長張鐵柱回應在前幾天他看過照片後，判斷這批木頭為漂流木，但無法證實來源是否出自台東。 - 農委會林務局副局長楊宏志回應台東縣政府當時確有公告開放撿拾，水利署第八河川局也有核准機具到河川撿拾漂流木，但單從公文，並不能判斷內湖那18顆木頭就是公文所述的合法撿來之漂流木。他指出有立委（蘇震清）質疑民眾撿到珍貴漂流木必須歸還政府不合理，於是推動修改《處理天然災害漂流木應注意事項》，在民國99年將相關辦法改為，當災後出現漂流木時，地方政府須於1個月內完成珍貴林木註記，之後1個月時間任民眾自由撿拾。內湖漂流木的撿拾者蘇中福21日出面宣稱，他就是在88風災後，依上述法規撿拾這批木材，看到沒註記的就撿，至於樹種為何他也分不出來。 - 台東縣政府農業處前處長吳慶榮回應蘇中山撿拾的漂流木若經羅東林管處證實是檜木、杉木、櫸木等一級林木，將依侵占及竊取國有財產罪移送法辦。 - 內湖警分局派1部巡邏車和2名制服警察看守，防止木材被外運或調包，三義警方也增設巡邏箱。 |
| 2015年3月22日 | - 檜木在李宏木材行發現，經比對後18棵漂流木包含台灣鐵杉、香杉、亞杉和檜木，李姓業者則說漂流木只是友人寄放，與他們無關，說有一根遭蛀蝕但較無價值的紅檜，其餘大多是亞杉、鐵杉等木頭。業者妻子稱丈夫因視障且沒有仔細檢查，才不知擺在最底層的編號1和編號2確是紅檜，說並無調包。 |
| 2015年3月24日 | - 於公視節目《有話好說》上，台大植物學系博士、靜宜大學生態人文學系任職副教授的楊國禎表示扁柏不可能在台東，林務局副局長也表示認同。林務局副局長一再強調，木頭「確定是漂流木」，對於來源、如何取得等問題都推稱該要去問持有人。楊國禎則表示：「從照片來看，照片上的木頭是沒有經過撞擊，很明顯的，就算有漂流，也是經過『非常短暫的漂流』」、「木頭樹皮都還在，它要經過像我們副座說的漂流，那個落差太大啦」、「用常識一看我們就知道了，這真的跟(漂流木)是不一樣的事情！」。原住民部落行動聯盟祕書長歐蜜偉浪表示：「從原住民角度看，這麼巨大的木頭都是在深山，很少在淺山…不可能那麼順利的、而且那麼完整的就到可以採集、搬運的地方」、「且就算要到可以採集的地方也是在野溪，會有很多巨石、瀑布」，同樣指木材外觀「太完整」，因此「看起來就比較沒有像漂流木」、「從我們在山上做(看)那麼多年，應該不是漂流木！」 但事實上，根據台東林區管理處的招標公告，台東確實曾有撿拾到扁柏漂流木的紀錄。。 |
| 2015年3月26日 | 士林地檢署委託羅東林管處再次鑑定，並邀請專家參與，確認該批木材是漂流木。 |
| 2015年4月2日  | 士林地檢署檢察官游儒倡偵結，汐止興善宮主委王朝卿、義工曾淑江、運送業者陳東南涉贓物罪部分，罪證不足，三人皆獲不起訴處分，木頭也將發還給王朝卿。至於自稱撿拾到漂流木的蘇姓兄弟，因為兩人設籍台東，案發地也在台東，士林地檢署沒有管轄權，案件將移轉台東地檢署偵辦。 |
| 2015年4月15日 | 內湖警分局長張夢麟，在山老鼠事件中被無辜受遷怒，險遭市長柯文哲「拔官」，台北市議員徐弘庭在議會市政質詢時追問柯文哲是否要道歉。柯首先感謝市警局局長勸告，並承認當天是「氣瘋了」；徐弘庭不停的追問，到底是道歉還是不道歉，柯說「也可以，那就道歉」，並說自己學到，第一是不要那麼容易生氣，第二是生氣時不要做決定；徐弘庭對答案仍不滿意，柯最後終說「對不起，我錯了」。 |
| 2015年7月11日 | 台東地檢署檢察官楊凱婷偵查終結，以無積極證據足認被告等涉有侵占漂流木之犯行，對拾獲漂流木之蘇姓兄弟，為不起訴處分。 |
| 2015年8月26日 | 台北市議員高嘉瑜3月質疑內湖分局「縱放山老鼠」，市警局以「未能妥善處理、致生事端」為由，懲處派出所長申誡1次、偵查隊長申誡2次及副分局長申誡1次，時任內湖分局長張夢麟則自請處分申誡2次，然全案移送檢察官偵辦後，士林及台東地檢署分別對收受木材的宮廟王姓主委等3人及木材原主人蘇姓兄弟不起訴；既未發現違法，也就沒有「縱放」問題，且警察依法行政，偵辦過程沒有違失，市警局日前函文給內湖分局，撤銷對派出所長等3人處分；張夢麟部分，臺北市市長柯文哲則表示，當初他就沒核批懲處公文，處分「不是現在才撤銷，當時就撤銷了」。 |

## 後續影響
- 事件中，部分林業學者建議地方應造冊列管，避免山老鼠鑽法律漏洞將高價盜伐木冒充成漂流木圖利，但林務局認為現在依外觀就能判定漂流木真偽，且山老鼠一般不會偷砍木之後再放流，理由是木材經過撞擊後，不只外皮受損，內部木材的纖維也被破壞斷裂，香味會改變，嚴重影響價格，[5]故尚無修法打算；不過這次爆出漂流木疑案，林務局建議地方應加強檢查登記，防堵類似疑案再次發生[42]。

- 內湖漂流木事件凸顯管理漏洞，林務局提出建立漂流木登記制，民眾撿拾漏未註記的漂流木時，應向當地林管處登記，確定合法才能撿拾，並烙打「放行印」證明合法。並表示將修正森林法第15條，限制當地居民得就非貴重木自由撿拾處理。在修法未完成前，會先修正處理天然災害漂流木應注意事項，建立登記制度。林務局也將修正森林法第50、52條提高刑責。從現行6個月以上、5年以下，提高到1年以上、7年以下，竊取貴重木者，將加重二分之一刑期，最高可處10年半有期徒刑。[43]

- 市警局函文給內湖分局，撤銷對派出所長等3人處分後，「這是遲來的正義!」基層員警認為，警察是依專業做事，而非為政治服務，更不能接受議員、媒體、名嘴「指揮辦案」，盼往後市警局高層要有肩膀扛住壓力，讓基層執法挺直腰桿。[44]

## 資料來源
1. ↑  疑「開路」圖利特定人士盜紅檜木　內湖區長遭起訴 （页面存档备份，存于）,東森新聞雲 2015.03.17
2. 1 2  戴安瑋. . 《蘋果日報》. 2015-03-22  [2015-03-22]. （原始内容存档于2016-03-04） （中文（臺灣））.
3. ↑  漂流木政府清理慢蘇震清籲相關單位統合處理，減低民怨 （页面存档备份，存于）,立法院 2009.08.14
4. ↑  葉國吏. . 蘋果日報. 2015-03-22  [2015-03-22]. （原始内容存档于2016-03-04）.
5. 1 2  . 《聯合報》. 2015-03-22  [2015-03-22]. （原始内容存档于2019-10-15） （中文（臺灣））.
6. ↑  . 《聯合報》. 2015-03-27  [2015-04-12]. （原始内容存档于2020-09-29） （中文（臺灣））.
7. 1 2 3 4  李彥秀聲明稿, 2015.03.16
8. ↑  開山闢路 北市內湖區長涉圖利遭約談 （页面存档备份，存于）,聯合報 2015.03.17 記者王宏舜、吳曼寧
9. ↑  李彥秀會議紀錄2014.12.10, 2015.03.17
10. ↑  關說用公款私闢山路？市議員李彥秀：只是盡民代之責 （页面存档备份，存于）,三立新聞 2015.03.17
11. ↑  內湖區公所涉挪公款 圖利山老鼠 （页面存档备份，存于）,民視新聞網 2015.03.17
12. ↑  被控圖利山坡地主 北市內湖區長恐羈押 （页面存档备份，存于）,聯合報 2015.03.21 記者林志函
13. ↑  劉世怡. . 中央社. 2015-04-02  [2015-04-02]. （原始内容存档于2016-03-04）.
14. ↑  . 蘋果日報. 2015-04-03  [2015-04-12]. （原始内容存档于2015-04-11）.
15. 1 2  . 《蘋果日報》. 2015-03-20  [2015-03-22]. （原始内容存档于2016-03-04） （中文（臺灣））.
16. ↑  . Ettoday. 2015-03-20  [2015-03-22]. （原始内容存档于2019-10-15） （中文（臺灣））.
17. 1 2 3  . 《蘋果日報》. 2015-03-22  [2015-03-22]. （原始内容存档于2015-12-14） （中文（臺灣））.
18. ↑  顧荃. . 中央社. 2015-03-22  [2015-03-22]. （原始内容存档于2016-03-04） （中文（臺灣））.
19. ↑  王宏舜、吳曼寧. . 《聯合報》. 2015-03-17  [2015-03-22]. （原始内容存档于2015-03-23） （中文（臺灣））.
20. ↑  . 中央社. 2015-03-20  [2015-03-22]. （原始内容存档于2015-03-22） （中文（臺灣））.
21. ↑  . Ettoday. 2015-03-20  [2015-03-22]. （原始内容存档于2019-11-05） （中文（臺灣））.
22. ↑  . 中央社. 2015-03-21  [2015-03-22]. （原始内容存档于2016-03-05） （中文（臺灣））.
23. ↑  林孟潔. . 《聯合報》. 2015-03-21  [2015-03-22]. （原始内容存档于2016-03-04） （中文（臺灣））.
24. ↑  . Ettoday. 2015-03-23  [2015-03-23]. （原始内容存档于2019-10-16） （中文（臺灣））.
25. ↑  非山老鼠？　高嘉瑜：是不是漂流木不是重點 （页面存档备份，存于）,蘋果日報 2015.03.20
26. ↑  王秀亭、張存薇. . 《自由時報》. 2015-03-21  [2015-03-22]. （原始内容存档于2019-11-02） （中文（臺灣））.
27. ↑  尤聰光. . 《聯合報》. 2015-03-22  [2015-03-22]. （原始内容存档于2019-09-28） （中文（臺灣））.
28. ↑  林欣漢. . 《自由時報》. 2015-03-21  [2015-03-22]. （原始内容存档于2019-11-04） （中文（臺灣））.
29. ↑  . Ettoday. 2015-03-22  [2015-03-22]. （原始内容存档于2019-10-23） （中文（臺灣））.
30. ↑  . 《蘋果日報》. 2015-03-22  [2015-03-22]. （原始内容存档于2015-03-24） （中文（臺灣））.
31. ↑  林孟潔、尤聰光. . 《聯合報》. 2015-03-21  [2015-03-22]. （原始内容存档于2019-10-16） （中文（臺灣））.
32. ↑  . Ettoday. 2015-03-21  [2015-03-22]. （原始内容存档于2019-10-23） （中文（臺灣））.
33. ↑  .   [2015-03-22]. （原始内容存档于2016-03-04）.
34. ↑  羅紹平. . 《聯合報》. 2015-03-21  [2015-03-22]. （原始内容存档于2019-10-17） （中文（臺灣））.
35. 1 2  楊永盛. . 《蘋果日報》. 2015-03-22  [2015-03-22]. （原始内容存档于2015-09-24） （中文（臺灣））.
36. ↑  蔡政珉. . 《自由時報》. 2015-03-22  [2015-03-22]. （原始内容存档于2019-10-18） （中文（臺灣））.
37. ↑  蔡政珉. . 《自由時報》. 2015-03-22  [2015-03-22]. （原始内容存档于2019-09-28） （中文（臺灣））.
38. ↑  楊國禎談內湖漂流木疑點：扁柏不可能在台東 （页面存档备份，存于）,youtube
39. ↑  . 《蘋果日報》. 2015-03-25  [2015-03-25]. （原始内容存档于2016-01-27） （中文（臺灣））.
40. ↑   （页面存档备份，存于）,pixnet
41. ↑  . 《新頭殼》. 2015-03-30  [2015-03-30]. （原始内容存档于2015-04-02） （中文（臺灣））.
42. ↑  湯雅雯. . 《中國時報》. 2015-03-22  [2015-03-22]. （原始内容存档于2019-10-10） （中文（臺灣））.
43. ↑  . 《聯合報》. 2015-03-30  [2015-04-12]. （原始内容存档于2019-10-11） （中文（臺灣））.
44. ↑  . 《聯合新聞網》. 2015-09-23  [2015-10-12]. （原始内容存档于2019-10-18） （中文（臺灣））.